# Kajmany na Mistrzostwach Świata w Lekkoatletyce 2011
Kajmany na Mistrzostwach Świata w Lekkoatletyce 2011 reprezentowane były przez jednego zawodnika.

## Występy reprezentantów Kajmanów

### Mężczyźni

#### Konkurencje biegowe
| Konkurencja                | Zawodnik      | Runda 1  | Runda 1 | Runda 2  | Runda 2 | Półfinał | Półfinał | Finał    | Finał   |
| Konkurencja                | Zawodnik      | Rezultat | Pozycja | Rezultat | Pozycja | Rezultat | Pozycja  | Rezultat | Pozycja |
| -------------------------- | ------------- | -------- | ------- | -------- | ------- | -------- | -------- | -------- | ------- |
| Bieg na 110 m przez płotki | Ronald Forbes |          |         | 13,54    | 14 Q    | 13,67    | 11       |          |         |